# FIBA Europapokal der Landesmeister 1976/77
Die Saison 1976/77 war die 20. Spielzeit des FIBA Europapokal der Landesmeister, der von der FIBA Europa veranstaltet wurde.
Den Titel gewann erstmals Maccabi Tel Aviv aus Israel.

## Modus
Es nahmen die 22 Meister der nationalen Ligen sowie der Titelverteidiger teil. Als erste Turnierstufe wurden sechs Gruppen mit je vier Mannschaften gebildet. Der Erstplatzierte jeder Gruppe erreichte die 2. Gruppenphase, in der die sechs verbliebenen Mannschaften um den Einzug ins Finale kämpften.

## 1. Gruppenphase
Bei Punktgleichheit zweier oder dreier Teams entschied nicht das Korbverhältnis, sondern der direkte Vergleich untereinander.
- 1. Spieltag: 14. Oktober 1976
- 2. Spieltag: 21. Oktober 1976
- 3. Spieltag: 28. Oktober 1976
- 4. Spieltag: 4. November 1976
- 5. Spieltag: 18. November 1976
- 6. Spieltag: 25. November 1976

### Gruppe A
| Team                   | Sp | S | N | P+  | P-  |
| ---------------------- | -- | - | - | --- | --- |
| 1. Mobilgirgi Varese   | 6  | 5 | 1 | 539 | 458 |
| 2. TuS 04 Leverkusen   | 6  | 4 | 2 | 558 | 489 |
| 3. Eczacıbaşı Istanbul | 6  | 3 | 3 | 484 | 528 |
| 4. T71 Dudelange       | 6  | 0 | 6 | 402 | 508 |

### Gruppe B
| Team                       | Sp | S | N | P+  | P-  |
| -------------------------- | -- | - | - | --- | --- |
| 1. Real Madrid             | 6  | 6 | 0 | 763 | 499 |
| 2. Sutton & Crystal Palace | 6  | 3 | 3 | 568 | 596 |
| 3. SP Federale Lugano      | 6  | 3 | 3 | 639 | 652 |
| 4. Sporting Lissabon       | 6  | 0 | 6 | 517 | 740 |

### Gruppe C
| Team               | Sp | S | N | P+  | P-  |
| ------------------ | -- | - | - | --- | --- |
| 1. ZSKA Moskau     | 6  | 6 | 0 | 700 | 487 |
| 2. Alviks BK       | 6  | 3 | 3 | 539 | 569 |
| 3. Playhonka Espoo | 6  | 2 | 4 | 472 | 556 |
| 4. Wisła Krakau    | 6  | 1 | 5 | 495 | 594 |

### Gruppe D
| Team                    | Sp | S | N | P+  | P-  |
| ----------------------- | -- | - | - | --- | --- |
| 1. Maes Pils Mechelen   | 6  | 5 | 1 | 445 | 393 |
| 2. ASPO Tours           | 6  | 3 | 3 | 553 | 540 |
| 3. Shopping Centre Wien | 6  | 2 | 4 | 523 | 534 |
| 4. Kinzo Amstelveen     | 6  | 2 | 4 | 488 | 542 |

### Gruppe E
| Team                  | Sp | S | N | P+  | P-  |
| --------------------- | -- | - | - | --- | --- |
| 1. Maccabi Tel Aviv   | 6  | 5 | 1 | 542 | 470 |
| 2. Sinudyne Bologna   | 6  | 3 | 3 | 496 | 482 |
| 3. CS Dinamo Bukarest | 6  | 2 | 4 | 505 | 509 |
| 4. Olympiakos Piräus  | 6  | 2 | 4 | 449 | 531 |

### Gruppe F
| Team                    | Sp | S | N | P+  | P-  |
| ----------------------- | -- | - | - | --- | --- |
| 1. TJ Spartak ZJŠ Brünn | 4  | 3 | 1 | 372 | 334 |
| 2. KK Partizan Belgrad  | 4  | 2 | 2 | 400 | 376 |
| 3. Akademik Sofia       | 4  | 1 | 3 | 336 | 398 |

## 2. Gruppenphase
Bei Punktgleichheit zweier oder dreier Teams entschied nicht das Korbverhältnis, sondern der direkte Vergleich untereinander.
| - 1. Spieltag: 9. Dezember 1976 - 2. Spieltag: 16. Dezember 1976 - 3. Spieltag: 13. Januar 1977 - 4. Spieltag: 20. Januar 1977 - 5. Spieltag: 27. Januar 1977 | - 6. Spieltag: 10. Februar 1977 - 7. Spieltag: 17. Februar 1977 - 8. Spieltag: 3. März 1977 - 9. Spieltag: 10. März 1977 - 10. Spieltag: 24. März 1977 |

### Gruppe G
| Team                    | Sp | S | N  | P+  | P-  |
| ----------------------- | -- | - | -- | --- | --- |
| 1. Mobilgirgi Varese    | 10 | 7 | 3  | 871 | 788 |
| 2. Maccabi Tel Aviv     | 10 | 6 | 4  | 698 | 699 |
| 3. ZSKA Moskau          | 10 | 6 | 4  | 869 | 788 |
| 4. Real Madrid          | 10 | 6 | 4  | 998 | 936 |
| 5. Maes Pils Mechelen   | 10 | 5 | 5  | 743 | 839 |
| 6. TJ Spartak ZJŠ Brünn | 10 | 0 | 10 | 740 | 869 |

## Finale
Das Endspiel fand am 7. April 1977 in Belgrad statt.
|                   | Ergebnis |                  |
| ----------------- | -------- | ---------------- |
| Mobilgirgi Varese | 77:78    | Maccabi Tel Aviv |

- Final-Topscorer:  Jim Boatwright (Maccabi Tel Aviv): 26 Punkte